# Garibaldi (film din 1952)
Garibaldi (titlul original: în italiană Camicie rosse având și subtitlul Anita Garibaldi) este o dramă istorică coproducție italo-franceză, realizat în 1952 de regizorul Goffredo Alessandrini și Francesco Rosi, după un subiect de Enzo Biagi și Renzo Renzi, protagoniști fiind actorii Raf Vallone, Anna Magnani, Carlo Ninchi și Serge Reggiani. 

## Conținut
După căderea Republicii Romane (1849), Ana Maria de Jesus Ribeiro da Silva îl urmează pe eroul celor două lumi în marșul său prin San Marino și Italia de Nord, cerându-le continuu soldaților să nu abandoneze lupta pentru eliberarea Patriei de sub austrieci.

## Distribuție
- Raf Vallone – Giuseppe Garibaldi
- Anna Magnani – Anita Garibaldi
- Carlo Ninchi – Ciceruacchio
- Serge Reggiani – Lantini
- Michel Auclair – voluntarul
- Jacques Sernas – Gentile
- Alain Cuny – Bueno
- Gino Leurini – Andrea
- Enzo Cerusico – fiul lui Ciceruacchio
- Cesare Fantoni – generalul francez Nicolas Oudinot
- Emma Baron – signora Guiccioli
- Pietro Tordi – Carlo Ferrari
- Piero Pastore – Pietro Fadini
- Luigi Esposito – Oste
- Marisa Natale – Rosa
- Luca Cortese – signor Guiccioli
- Felice Minotti – sergentul
- Joop van Hulzen – oficialul austriac
- Attilio Dottesio – garibaldinul rănit
- Peppino De Martino – adjutantul (nemenționat)

## Culise
Din cauza dezacordurilor cu fosta sa soție, Anna Magnani, regizorul Goffredo Alessandrini a părăsit platoul înainte de sfârșitul filmărilor, fiind înlocuit de regizorul asistent Francesco Rosi.